# Nordhordland
Nordhordland er en region i den nordlige del af Vestland fylke i Norge. Nordhordland omfatter kommunerne Meland, Lindås, Radøy, Austrheim, Fedje og Masfjorden. Området grænser blandt andet til kommunerne Gulen og Modalen. Disse kommuner bliver ofte regnet med i regionen Nordhordland. Et meget brugt navn på folk i Nordhordland og Midthordland er striler. Regioncenteret i Nordhordland er Knarvik.